# Muránska Zdychava
Muránska Zdychava (em húngaro: Kakasalja) é um município da Eslováquia, situado no distrito de Revúca, na região de Banská Bystrica. Tem 28,58 km² de área e sua população em 2018 foi estimada em 245 habitantes.

## Demografia
| Ano:        | 1994 | 2004   | 2014    | 2024   |
| ----------- | ---- | ------ | ------- | ------ |
| Broj ljudi: | 304  | 293    | 250     | 218    |
| Razlika:    |      | -3,61% | -14,67% | -12,8% |

| Ano:               | 2023 | 2024   |
| ------------------ | ---- | ------ |
| Número de pessoas: | 219  | 218    |
| Diferença:         |      | -0,45% |